# 綾瀬麻衣子
綾瀬 麻衣子（あやせ まいこ、1972年8月19日 - ）は、日本のAV女優。GG所属。

## 略歴
東京都出身。18歳でスカウトされ1991年9月、V&Rプランニングの新人専用レーベル“Virgin”の第1号専属女優「沢口まりあ（さわぐち まりあ）」としてAVデビュー（デビュー作の監督はカンパニー松尾）。ロリ系の女優として1992年まで活動し、ストリッパーに転身して暫く活動した後、業界を離れる。
引退後は玩具メーカーに就職。40歳で退職し主婦・母親として普通の生活を送っていたが、2018年に「綾瀬麻衣子」としてSODに中途入社し宣伝部に配属。
2018年11月13日に宣伝部のツイッターを受け継いだ際にはAV出演を否定していたが、程なく女子社員としてAV出演することを発表
2019年3月4日に公開されたYouTubeのSOD公式チャンネルでのインタビューで、自身がAV女優「沢口まりあ」であったことを告白。AVへの復帰は、宣伝部リーダーとして少しでもSODのためになろうと思ったことや中途半端にやめてしまったことへの後悔を理由にしている。
2019年12月4日、スカパー!アダルト放送大賞2020にて熟女女優賞にVENUS推薦でノミネート。
2020年11月24日、公式ツイッターで12月24日発売の作品をもってSODを退社することを発表。今後については、決まっているがまだ明かせないとしていた。
2020年11月28日、新型コロナウイルス感染拡大の影響により延期されていたスカパー!アダルト放送大賞2020の授賞式が開催され、熟女女優賞を受賞。また、スカパー!アダルトの広報大使「アーン♡バサダー2020」に就任。
2021年2月25日、マドンナの専属女優となったことを発表。
2021年3月17日、プライムエージェンシーと業務提携（後にプライムエージェンシーから改称したGGに所属）。2021年12月、アサヒ芸能が独断と偏見で選ぶ「アサ芸AV大賞」でベストマザー賞を受賞。
2022年7月26日、マドンナ専属を離れることを発表。

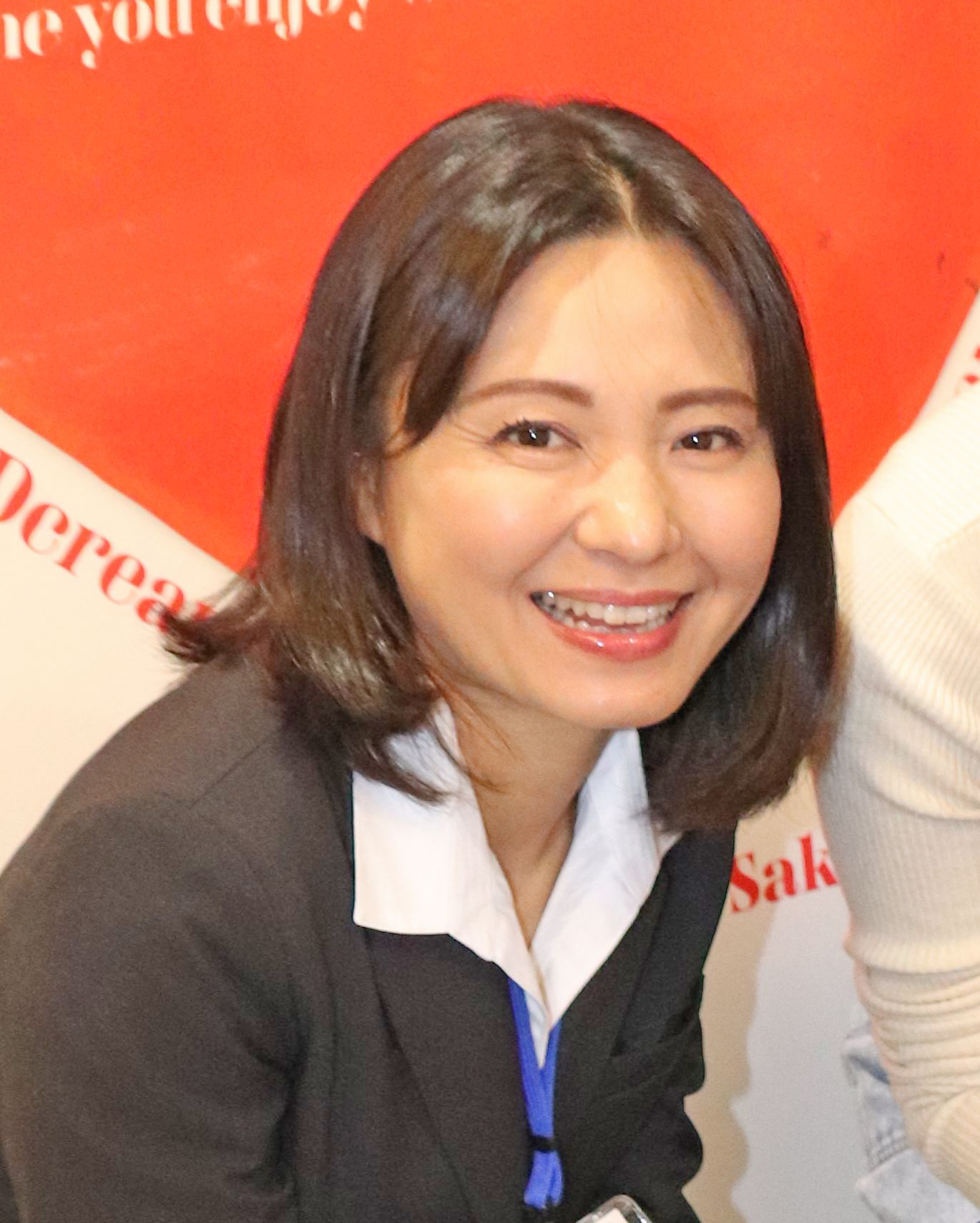
「SOD女子社員」としての綾瀬（2023年）

2023年8月19日、SODから業務委託を受けたことを発表。内容は『SODのエロを広めること』で、9月1日から業務を開始。ただし社員に戻るわけではなく、また業務委託を受けている間はAV女優としての活動は休止となる。
2024年9月8日、Xに自身の引退について投稿。「沢口まりあ」の時のようにフェイドアウトする形でなく、ちゃんと引退作品を撮ってから引退したいとの想いがあり、また引退作はSODで撮ってほしいと願っていて、SODからは「女優人生で一番素敵なスタイルで、一番素敵に輝いて引退してほしい」との思いが伝えられた。綾瀬自身は、もっと自分を磨き、納得のスタイルになってから引退作の撮影に臨みたいと考えており、時期についての具体的な言及はしていいないが、もうすぐだとしている。

## 人物
趣味・特技は料理、スパ巡り。愛猫家であり愛犬家。
2019年現在20歳の娘がいる。再デビュー前に子供にもカミングアウト。「ママの人生なんだから好きにしちゃいなよ」と言われたことが復帰の後押しにもなった。ただし「男性と絡んでいる写真」や「作品パッケージ」こそ娘の目に触れないように配慮していたものの、裸で踊っていることは話しておりショーダンサーだったことは知っていたのではないかとインタビューで語っている。
沢口まりあ時代は逆サバ読みで1歳年齢を上にごまかしていた。
女性では珍しい1990年代と2010年代のアダルトビデオ現場をリアルタイムで体感している人物の一人である。
若い頃は、何度もセックスしたいとは思わなかったが、熟女になってからは、撮影後でも物足りなさを感じてしまい「熟女の性欲はまた別次元」と告白している。
コロナ禍となって以降はマントラ瞑想を実践している。

## 作品

### アダルトビデオ

#### 「沢口まりあ」名義
- 【当然ワイセツ】（9月15日、V&Rプランニング）
- 処女之宮（10月26日、V&Rプランニング）
- あぶない放課後 女教師スペシャル（12月13日、V&Rプランニング）

- ホールどアップ VOL.9（3月20日、VIP）
- メチャいんらん ハシャぎすぎた性感帯（4月18日、メディア・ジャック）
- 沢口まりあを犯る!（4月18日、ステラ）
- 東京エレベーター・ガール 上から下までいかせてあげる（5月14日、メディア・ジャック）
- こわされちゃう（10月31日、VIP）

- ハイスクールマガジン増刊号 うさぎっこ倶楽部（1月1日、VIP）
- 告白あるいは対話（4月8日、KUKI）
- 聖純女学院 ハレンチ教室（7月25日、シネマサプライ）

- LEGEND 沢口まりあ（8月27日、ロイヤルアート）※『沢口まりあを犯る!』のDVD版

- 処女之宮 沢口まりあ（2019年11月8日、V&R PRODUCE）※ベスト盤

#### 「綾瀬麻衣子」名義
- SOD女子社員 宣伝部中途入社 1年目 綾瀬 麻衣子 46歳 AV出演(デビュー)!（12月20日、SODクリエイト）

- SOD女子社員 中途入社宣伝部1年目 綾瀬麻衣子 46歳 優し過ぎですよ綾瀬さん! 2019年度SOD社員採用面接に来た親と子ぐらい年が離れた童貞大学生を人生初の筆下ろし!（2月21日、SODクリエイト）
- SOD女子社員 中途入社宣伝部2年目 綾瀬麻衣子 47歳 薄型コンドームの強度検証で業務中にゴムが破ける程に腰砕け超ピストン! 会社フロアに撒き散らす 大量ハメ潮吹き!!（4月25日、SODクリエイト）
- SOD女子社員 中途入社宣伝部 2年目 綾瀬麻衣子 挿入待ちの大行列! 1対20の若手男優実力テストで 激イキSEX大乱交（6月20日、SODクリエイト）
- SOD女子社員 中途入社宣伝部2年目 綾瀬麻衣子 47歳 自ら求める自宅で中出し解禁 会社が休みの日曜日 発情した人妻社員は旦那と娘が帰宅するまでの9時間 合計8発の他人精子を受精（8月22日、SODクリエイト）
- SOD女子社員Wキャスト 上司と部下から同時にご奉仕される夢の逆3Pオフィス生活 綾瀬麻衣子(47)×吉岡明日海(27)（10月10日、SODクリエイト）
- SOD女子社員Wキャスト ふたり一緒に激イカセ温泉旅行 吉岡明日海 27歳×綾瀬麻衣子 47歳（10月24日、SODクリエイト）[24]
- 2,000,000,000匹の精子を子宮に注ぐ 初めての中出し解禁 SOD史上最も押しに弱い女子社員 中途入社1年目 吉岡明日海 27歳（12月12日、SODクリエイト）
- 34歳ニート/実家暮らし/童貞 “子供部屋おじさん”の僕が住む自宅に突如現れた 優しすぎるサキュバスおばさん 〜ダメダメな僕の性処理を毎日してくれた不思議な3日間の思い出〜（12月26日、SODクリエイト）

- SOD女子社員 若手男子社員にこっそり中出しを求めて社内カップル逆NTRしちゃいました♡ 宣伝部中途入社3年目 綾瀬麻衣子 47歳（2月20日、SODクリエイト）
- 88発 熟ぶっかけ解禁 素人男性超特濃本物ザーメン 綾瀬麻衣子 47歳（4月9日、SODクリエイト）
- 「いいの…中に出して…」 義母が20歳年下の娘婿を誘惑中出し淫姦。 ずっとがっちり密着SEXで離さない（10月22日、SODクリエイト）
- 炊事・洗濯・性欲処理 10人息子と連続セックス朝生活 綾瀬麻衣子(48)（11月26日、SODクリエイト）
- SOD女子社員 綾瀬麻衣子 48歳 SOD退社記念 合計33発! 人生で最大の大量中出し解禁 社内外で大人気の本物人妻社員が本物ファンを含めた25名の男たちに種付けされてイキ狂った集大成（12月24日、SODクリエイト）

- 電撃移籍 綾瀬麻衣子 Madonna専属デビュー!! 等身大で貪り合う超濃密SEX3本番スペシャル（3月25日、マドンナ）
- 妻には口が裂けても言えません、義母さんを孕ませてしまったなんて…。 ―1泊2日の温泉旅行で、我を忘れて中出ししまくった僕。―（4月25日、マドンナ）
- 人妻秘書、汗と接吻に満ちた社長室中出し性交 女子社員から秘書へ… レジェンド美熟女×監督:ながえ初作品!!（5月25日、マドンナ）
- 美熟女No.1!Madonnaキャンペーン! 人気女優が貴方だけに贈る最高のオナニー!（6月8日、マドンナ）
- 専属・綾瀬麻衣子が汗だくで激しく快楽に溺れる不貞濃密性交!! 密着セックス 〜不登校生徒の保護者と禁断愛欲に溺れる人妻女教師〜（6月25日、マドンナ）
- 「ねぇ?あなた、本当に童貞なの?」 〜童貞詐欺にイカされ続けた人妻〜（7月25日、マドンナ）
- 四六時中、娘婿のデカチ○ポが欲しくて堪らない義母の誘い（8月25日、マドンナ）
- 汗ほとばしる人妻の圧倒的な腰振りで、僕は一度も腰を動かさずに中出ししてしまった。（9月28日、マドンナ）
- 金曜の夜から月曜の朝まで…。 高慢な人妻社員は、肉体労働者の性奴隷と化す―。（10月26日、マドンナ）
- 卒業式の後に…大人になった君へ義母からの贈り物―。 マドンナ専属美熟女が艶やかな色気で門出を祝うー。（11月24日、マドンナ）
- 夫の身代わりになった高慢女上司、恥辱のクレーム対応―。 悪質男に固定バイブを強制されて謝罪と絶頂を繰り返す人妻―。（12月28日、マドンナ）

- 息子の友達の制御不能な絶倫交尾でイカされ続けて…（1月25日、マドンナ）
- 母をイジメっ子の同級生にNTRれたいじめられっ子の僕（2月22日、マドンナ）
- NGR ―ナガサレ― 甥に犯され初めての絶頂を知った叔母（3月22日、マドンナ）
- 永遠に終わらない、中出し輪姦の日々。（4月26日、マドンナ）
- 母の友人（5月24日、マドンナ）
- 専属美熟女!! MONROE電撃移籍第1弾! 息子の結婚前夜、母は1人のオンナになった。（6月28日、MONROE）
- 下着モデルを志す義母の艶やかな肉体に誘われて… 本能のままに何度も溺れてしまった1週間（7月26日、MONROE）
- マドンナ専属 卒業作品―。 家政婦の麻衣子さんは俺たち家族の母兼・中出しペット（8月23日、MONROE）[25]

- 綾瀬麻衣子 The Complete Best 4枚組16時間（1月24日、マドンナ）※ベスト盤
- 人妻の花びらめくり（2月21日、エマニエル）
- ぶりっ子可愛いスナックママ 五十路だけどキャピキャピな奇跡の熟女が性感マッサと絶倫巨根でめちゃめちゃイカされる!（4月25日、ブロッコリー）
- お色気P●A会長と悪ガキ生徒会（5月2日、グローリークエスト）
- 素人妻ナンパ 全員生中出し5時間セレブDX 87（6月15日、ロータス）
- 彼女に内緒で彼女の母ともヤってます…（7月11日、JET映像）
- 熟女限定 熟女が部屋にやって来た お持ち帰り盗撮 そのままAV発売へ 60（7月18日、熟女バンク）※「ナミ」名義
- お手コキびっちママ（8月15日、ドグマ）
- 伝説の淫乱スイマー 女教師 麻衣子（9月14日、センタービレッジ）
- 一流のおば様ナンパ セレブ美熟女中出し JAPAN 37（10月13日、ホットエンターテイメント）

- カメラの前でおしっこする女 5（11月26日、グローリークエスト）

- 綾瀬麻衣子（52）はなぜカメラの前でSEXをしてきたのか？「AVデビューから34年。私、素人に戻ります」（8月21日、SODクリエイト）

### 配信限定
- 配信限定 ハメ撮り MADOOOON!!!! マドンナ専属女優の『リアル』解禁。 綾瀬麻衣子（5月3日、マドンナ）
- No.1274　綾瀬 茜（10月13日、舞ワイフ）
- No.1289　綾瀬 茜 蒼い再会（12月13日、舞ワイフ）

- 奇跡の50歳 綾瀬麻衣子（4月26日、TOPランナー）
- 麻衣子（6月15日、Cullet）
- 【薔薇より美しい50歳】この歳になってもハリのある美乳と巨尻。そして熟練のご奉仕テク、気持ち良すぎて我慢汁ダラッダラでしたwwwち●ぽ挿れてからも流石の腰使い。やっぱり若い娘とはテクニックが違いますわなwwwwSEX前に盛り上がる昔話。それにしてもよく喋る奥様、昭和感あるなぁー(笑)やっぱりなんだかんだで同世代とのSEX、きもちぃんすよね(笑) at 千葉県習志野市 谷津駅前（9月21日、KANBi）

### アダルトVR
- 介護VR 唾液飲ませ・母乳授乳・柔尻柔乳もみリハビリ・幸せ中出し… 元気も性欲も満たせてくれる熟女訪問サービス（11月11日、SODクリエイト）

- バレたらクビ確定! 社長の奥さんが性欲凄すぎて、10発こっそり誘惑時短中出しされちゃいました。（9月21日、SODクリエイト）
- 幼馴染の母 若ち○ぽに発情して馬乗り騎乗位で筆おろし（10月8日、SODクリエイト）

- MadonnaVR初!! 無自覚ボディタッチ過多の友達の母麻衣子さんと身体を密着させながら唾液だらだらベロチューSEX（6月4日、マドンナ）

## 書籍・出版物

### デジタル写真集
- SOD女子社員オールスターズ 淫乱OLの熟れ濡れ営業会議（2019年7月22日、小学館、撮影:西條彰仁）
- 美熟女No.1! Madonnaキャンペーン! 〜専属女優スペシャルフォト〜（2021年6月7日、FANZA BEAUTY COLLECTION）

### 写真集
- ラヴ・アゲイン（2022年3月2日、徳間書店、撮影:野村誠一） ISBN 978-4-19-865427-6

### 雑誌
- 週刊大衆 2018年7月23日号（双葉社） - 袋とじ「色気ムンムン! 沢口まりあ「25年ぶりの復活ヘア」」
- 週刊アサヒ芸能（徳間書店）
  - 2019年3月28日号 - グラビア「SODに初めて熟女社員がやってきた」
  - 2021年3月11日号 - インタビュー「AV SEXY放談 熟女の花園」
- 週刊ポスト 2019年8月2日号（小学館） - グラビア「SOD女子社員オールスターズ会社案内」
- 月刊ソフト・オン・デマンド（ソフト・オン・デマンド）
  - 2019年10月号 Vol.1 - 巻頭グラビア、インタビュー
  - 2020年1月号 Vol.4（ソフト・オン・デマンド） - グラビア
  - 2020年6月号増刊 SOD本物人妻スーパーDX - 表紙、巻頭グラビア
  - 2020年7月号 Vol.10 - グラビア「春のパンツ祭り開催」
  - 2020年11月号増刊 SOD女子社員 Vol.2
  - 2021年1月号増刊 SOD本物人妻・熟女妻
  - 2021年2月号増刊 月刊SOD PREMIUN 2020 グラビアスペシャル - グラビア
  - 2021年4月号増刊 SOD本物人妻・熟女妻 Vol.2
  - 2021年7月号増刊 SOD女子社員 Vol.3
- 月刊FANZA 2021年6月号（ジーオーティー） - インタビュー「こんなにエロくなりました。」

## 出演

### テレビ
- ダラケ! 〜お金を払ってでも見たいクイズ〜 #38,#39「スカパー!アダルト放送大賞2020ノミネート女優大集合!人気セクシー女優ダラケのA-1グランプリ2020!!」 前編/後編（2020年1月13日,27日、BSスカパー!）
- 綾瀬麻衣子のYouTubeのお仕事ですよ（2020年4月4日 - 、エンタ!959）[26]
- スカパー! アダルト放送大賞2022 授賞式〜スカパー! アダルトの歴史が変わる。新時代のアダルトクイーン決めちゃいますスペシャル!!〜（2022年3月15日（14日深夜）、BSスカパー!）[27]

### ネット配信
- 綾瀬麻衣子のYouTubeのお仕事ですよ（2020年1月17日 ‐ 、エンタちゃんチャンネル）
- AV女優の花園――沢木の小部屋 (2022年2月22日‐ 、エロスの眞相ch.)

### 映画
- 私の太陽（2023年11月25日、オーピー映画） - 「遠藤由美子」役[28]
- 背徳天女 光と闇の腰あそび（2023年3月15日、オーピー映画）
- みゆきの結婚（2024年12月7日、オーピー映画）- 奈美 役[29]
- ダンス・オブ・欲望 うしろめたい股間（2025年8月15日、オーピー映画）

## 連載
- 「1分30秒で輝くマドンナ映像の極意」（2021年5月 - 、FANZAニュース）